# Japan Live ’94
A Japan Live '94 az amerikai Savatage 1995-ben megjelent koncertlemeze, mely CD és VHS videókazetta formátumban látott napvilágot. A felvétel 1994. november 12-én Japánban került rögzítésre, a Handful of Rain album turnéján. A CD lemezek hossza miatt nem tudták a teljes felvételt megjelentetni, így a CD verzióról, az este folyamán játszott 16 dalból 4 lemaradt. Ezek a dalok (Conversation Piece, Stare Into the Sun, Damien, Hall of the Mountain King) a VHS verzión azonban már megjelentek. A CD változat két különböző borítóval és címmel is hozzáférhető. Az egyik a Live in Japan című, melynek borítóján Johnny Lee Middleton és Zachary Stevens látható. A másik változat a Japan Live '94 címet viseli, melynek borítóján csak Zachary Stevens látható. Érdekesség, hogy az utóbbi változat, valamint a VHS kazetta borítóján Zachary egy piros-fehér kört ábrázoló pólóban látható, ugyanis a koncerten valójában egy Corrosion of Conformity pólót hordott. A felvételen Jon Oliva nemcsak a billentyűs hangszereket kezeli, de ritmusgitározik is, valamint a Gutter Ballet dalt felváltva énekli Zachary-vel.
2000-ben szó volt róla, hogy a VHS kazettát újra megjelenne DVD formátumban, bónuszanyagokkal együtt.
2000 októberében már a megjelenés dátuma is nyilvánosságra került, azonban ez a terv mégsem valósult meg. A rajongók végül 2010 márciusában vehették kézbe a hivatalos DVD verziót, mely a Still The Orchestra Plays: Greatest Hits Vol. 1 & 2 címre keresztelt 3 lemezes válogatásalbum részeként jelent meg.
A DVD kiadás ellenére a felvétel hang és képminősége azonban nem javult az eredeti VHS verzióhoz képest.

## CD-n szereplő dalok
1. Taunting Cobras – 5:01
2. Edge of Thorns – 6:37
3. Chance – 4:36
4. Nothing Going On – 4:31
5. He Carves His Stone – 3:04
6. Jesus Saves – 4:04
7. Watching You Fall – 5:24
8. Castles Burning – 4:45
9. All That I Bleed – 5:20
10. Handful of Rain – 5:20
11. Sirens – 3:43
12. Gutter Ballet – 7:06

## VHS/DVD dalai
1. Taunting Cobras
2. Edge of Thorns
3. Chance
4. Conversation Piece
5. Nothing Going On
6. He Carves His Stone
7. Jesus Saves
8. Watching You Fall
9. Castles Burning
10. All That I Bleed
11. Stare Into the Sun
12. Damien
13. Handful of Rain
14. Sirens
15. Gutter Ballet
16. Hall of the Mountain King

## Közreműködők
- ének: Zachary Stevens
- gitár: Alex Skolnick
- basszusgitár: Johnny Lee Middleton
- billentyűs hangszerek, gitár, ének: Jon Oliva
- dob: Jeff Plate